# Joannes Jansen
Joannes Henricus Gerardus Jansen (Leeuwarden, 9 mei 1868 - Utrecht, 17 mei 1936) was aartsbisschop van het aartsbisdom Utrecht van 1930 tot 1936. Hij was de Utrechtse aartsbisschop met het kortste pontificaat, maar met de langste wapenspreuk: Spei mei anchoram in Deo figo (Ik verbind mijn anker van hoop aan God, ontleend aan Bonifatius).
Jansen studeerde aan het kleinseminarie in Culemborg en aan het grootseminarie Rijsenburg bij Driebergen en werd tot priester gewijd in 1893. Jansen was kapelaan in Sneek (1894) en Arnhem (1898) en werd professor in Rijsenburg in 1900. Jansen werd pastoor in 1908 in 't Goy bij Houten, een functie die hij combineerde met die van onderwijsinspecteur. In 1914 werd hij pastoor in Harlingen en in 1918 in Utrecht, waar hij ook deken werd in 1929.
Door een ernstige ziekte gehinderd, moest Jansen in 1935 zijn werkzaamheden als aartsbisschop overlaten aan een coadjutor, Johannes de Jong. Hij kreeg op 8 februari 1936, kort voor zijn overlijden, ontslag als aartsbisschop. Bij zijn aftreden werd hij benoemd tot titulair aartsbisschop van Selymbria. De Jong volgde hem op als aartsbisschop van Utrecht.
In 1935 staken in en buiten Utrecht geruchten de kop op, als zou mgr. Jansen zijn overgegaan tot het protestantisme, en tegen zijn wil worden vastgehouden in het Sint Antonius Ziekenhuis te Utrecht. Ten slotte zag officier van justitie mr. A.N. Fabius zich genoodzaakt de aartsbisschop te bezoeken in het ziekenhuis, waar hij ook onder vier ogen met hem sprak. Fabius kwam daarbij tot de overtuiging, dat mgr. Jansen geheel vrijwillig in het ziekenhuis verbleef en volledig over zijn verstandelijke vermogens beschikte.